# Orito
Orito é um município da Colômbia, localizado no departamento de Putumayo.